# Maurice Schlesinger
Maurice Schlesinger (* 30. Oktober 1798 in Berlin; † 25. Februar 1871 in Baden-Baden; eigentlich Moritz Adolph Schlesinger) war ein deutscher Musikverleger.

## Biografie
Maurice Schlesinger wurde als Mora Abraham geboren. Er arbeitete im väterlichen Unternehmen von Adolf Martin Schlesinger und besuchte 1819 Ludwig van Beethoven im Auftrag seines Vaters. 1821 ging er auf Geschäftsreise nach Paris, blieb dort und nannte sich forthin Maurice. Er eröffnete eine eigene Musikalienhandlung mit Verlag und verschrieb sich der Einführung deutscher Komponisten in Frankreich. Mit seinem Vater veröffentlichte er zeitgleich die letzten drei Klaviersonaten von Beethoven u. a. m., um einen gegenseitigen Verlagsschutz in beiden Ländern zu erhalten. Zu seinen ersten Publikationen gehören Klavierauszüge zu den Opern von Wolfgang Amadeus Mozart. Des Weiteren führte er die Werke von Carl Maria von Weber und Johann Nepomuk Hummel in Frankreich ein.
Von dem Pariser Zusammenwirken deutscher und an deutscher Kunst herangebildeter Klaviervirtuosen zeugte das für einen wohltätigen Zweck bestimmte, bei Maurice Schlesinger erschienene Konzertstück Hexaméron. Diese Grandes Variations de bravoura sur la „Marche de Puritains“ de Bellini wurden von sechs der bedeutendsten Pianisten, nämlich Franz Liszt, Sigismund Thalberg, Johann Peter Pixis, Henri Herz, Carl Czerny und Frédéric Chopin gemeinsam komponiert und aufgeführt. Alle diese Virtuosen waren nicht in Paris geboren, wirkten aber von dort aus.
1826 brannte Schlesingers Musikalienhandlung in der Rue Richelieu 97 vollständig aus. Nicht nur zahlreiche Manuskripte von Verlagsautoren gingen verloren, auch die wertvollen Briefe von Ludwig van Beethoven. 1835 sicherte sich Maurice Schlesinger die Verlagsrechte an Fromental Halévys Oper La Juive (Die Jüdin) und später an Der Blitz. Den Klavierauszug zu Reine de Chypre ließ er sechs Jahre später von Richard Wagner anfertigen. Die Oper wurde ein großer Erfolg. Halévy konnte nicht nachvollziehen, warum ausgerechnet Reine de Chypre dem Publikum gefiel, nachdem seine letzten Opern durchgefallen waren. Er schrieb diesen Erfolg dem Geschick seines Verlegers zu.
Maurice Schlesinger beschäftigte den jungen Richard Wagner auf Vermittlung von Giacomo Meyerbeer zwischen 1840 und 1841 mit dem Herausschreiben von Klavierauszügen. Das waren zwar einträgliche, aber nach Wagners Ermessen unwürdige Aufträge. Richard Wagner schrieb: „Er (Meyerbeer) führte mich in diesem Sinne bei seinem Verleger Maurice Schlesinger ein, überließ mich dem Schicksale dieser monströsen Bekanntschaft und reiste nach Deutschland ab.“ Obwohl Schlesinger den Komponisten vor dem völligen finanziellen Kollaps bewahrte, zeigte er für dessen eigene Kompositionen kein Interesse: „Des überschlauen Pariser Musikfaktotums Maurice Schlesingers Ruhm, den größten deutschen Opernkomponisten zwei Jahre mit der von ihm begehrten musikalischen und literarischen Lohnarbeit über Wasser gehalten zu haben, wird nicht durch die Verkennung von Wagners Wert herabgesetzt.“
Maurice Schlesinger begann mit der Zeitschrift Revue et Gazette musicale, die den Interessen der deutschen Musik diente, das Musikleben Frankreichs in ungeahnter Weise zu beeinflussen. In der Wahl seiner Mittel war er nicht bedenklich und galt als gefürchteter Geschäftemacher, wenn man mit ihm auf dem Kriegsfuß stand. Heinrich Heine kritisierte das in seinen Augen unwürdige Verhalten von Künstlern und Komponisten gegenüber dem allmächtigen Musikverleger Maurice Schlesinger: „Ich konnte mit eigenen Augen ansehen, wie ihm jene Berühmten untertänig zu Füßen lagen und vor ihm krochen und wedelten, um in seinem Journale gelobt zu werden.“
Maurice Schlesinger heiratete 1840 Élisa Foucault nach achtjährigem Zusammenleben und konvertierte für sie zum Christentum. 1836 hatten die beiden im Badeort Trouville-sur-Mer den französischen Schriftsteller Gustave Flaubert kennengelernt. Flaubert verliebte sich in die elf Jahre ältere Élisa, und sie blieb sein lebenslanges Ideal. Das Ehepaar Schlesinger stand Pate für die Protagonisten des Romans Die Erziehung der Gefühle, der 1869 im Druck erschien.
Auf dem Höhepunkt der wirtschaftlichen Blüte seines Unternehmens verkaufte Maurice Schlesinger 1846 überraschend seine Firma an seinen „premier commis“ Louis Brandus. Schlesinger zog sich als Pensionär zunächst nach Vernon, später nach Baden-Baden zurück. Der Verlag wechselte noch mehrmals den Besitzer und erlosch 1899.

## Belege
1. ↑  Richard Wagner, Mein Leben, München 1963
2. ↑  Oskar von Hase, Breitkopf & Härtel-Gedenkschrift, Wiesbaden 1968
3. ↑  Heinrich Heine, Lutezia, veröffentlicht von Adamant Media Corporation, 1960

| Personendaten    | Personendaten                                |
| ---------------- | -------------------------------------------- |
| NAME             | Schlesinger, Maurice                         |
| ALTERNATIVNAMEN  | Schlesinger, Moritz Adolph (wirklicher Name) |
| KURZBESCHREIBUNG | deutscher Musikverleger                      |
| GEBURTSDATUM     | 30. Oktober 1798                             |
| GEBURTSORT       | Berlin                                       |
| STERBEDATUM      | 25. Februar 1871                             |
| STERBEORT        | Baden-Baden                                  |